# ستيف باركر
ستيف باركر (بالإنجليزية: Steve Barker)‏ (23 ديسمبر 1967 في ليسوتو - ) هو مدرب كرة قدم ولاعب كرة قدم جنوب أفريقي في مركز الوسط. لعب مع بيدفيست ويتس وسوبر سبورت يونايتد.

## وصلات خارجية
- ستيف باركر على موقع قاعدة بيانات كرة القدم.إي يو (الإنجليزية)